# Cosmoscarta sumbawana
Cosmoscarta sumbawana är en insektsart som beskrevs av Victor Lallemand 1922. Cosmoscarta sumbawana ingår i släktet Cosmoscarta och familjen spottstritar. Inga underarter finns listade i Catalogue of Life.